# Volter Kronkajt
Volter Leland Kronkajt mlađi (4. november 1916 – 17. jul 2009) bio je američki radio i televizijski novinar koji je služio kao voditelj za CBS večernje vesti tokom 19 godina (1962–1981). U doba najveće popularnosti CBS vesti tokom 1960-ih i 1970-ih, često su ga citirali kao „čoveka sa najviše poverenja u Americi” nakon što je tako imenovan u jednoj anketi javnog mnjenja.
On je izveštavao o mnogim događajima od 1937. do 1981. godine, uključujući bombaške napade u Drugom svetskom ratu; Nirnberška suđenja; borbe u Vijetnamskom ratu; otmici Dosonovog polja; aferi Votergejt; Iranskoj talačkoj krizi; ubistvu predsednika Džona F. Kenedija, pionira građanskih prava Martina Lutera Kinga mlađeg i muzičara iz grupe Bitlsi, Džona Lenona.
Takođe je bio poznat po svom ekstenzivnom pokrivanju tema američkog svemirskog programa, od Projekta Merkura, do sletanja na Mesec, i do Spejs-šatla. On je bio jedini dobitnik nagrade Ambasadora istraživanja koji nije bio zaposlen u agenciji NASA.
Kronkajt je dobro poznat po svoj završnoj frazi „And that's the way it is,“ kojoj bi sledio datum emitovanja.

## Mladost i obrazovanje
Kronkajt je rođen 4. novembra 1916. godine u Sent Džozefu (Misuri), kao sin Helene Lene (devojački Frič) i Dr. Voltera Leland Kronkajta, po profefiji zubara.
Kronkajt je živeo u Kanzas Sitiju u Misuriju, do svoje desete godine, kad se porodica preselila u Hjuston, Teksas. On je pohađao osnovnu školu Vudro Vilson, Juniorsku srednju školu Lanier, i zatim Srednju školu San Hasinto, gde je uređivao školske novine. Bio je član izviđača. On je pohađao koledž pri Univerzitetu Teksasa u Ostinu (UT), počevši od jesenjeg semestra 1933. godine, gde je isto tako radio za novine Dejli Teksan i postao član Nu poglavlja Či Faj bratstva. On je takođe je bio član hjustonskog odseka reda De Moleja, masonske bratske organizacije za dečake. Dok je pohađao UT, Kronkajt je stekao svoja prva izvođačka iskustva, pojavljujući se u predstavi sa kolegom studentom Ilajom Volakom. On je napustio studije 1935. godine, ne vraćajući se u jesenji semestar, da bi se koncentrisao na novinarstvo.

## Karijera
On je napustio koledž u svojoj prvoj godini, u jesenjem semestru 1935. godine, nakon što je započeo da se bavi nizom novinsko izveštavačkih poslova koji su obuhvatali vesti i sport. U polje radiodifuzije je ušao kao radio najavljivač za WKY u Oklahoma Citiju, Oklahoma. Godine 1936. upoznao je svoju buduću suprugu, Meri Elizabet „Betsi” Maksvel, dok je radio kao sportski najavljivač za KCMO (AM) u Kanzas Sitiju u Misuriju. Njegovo ime na radiju bilo je „Volter Vilkoks”. On je kasnije objašnjavao da tadašnje radio stanice nisu želele da ljudi upotrebljavaju njihova prava imena iz bojazni da će svoje slušaoce povesti sa sobom kad napuste posao. U Kanzas Sitiju, on se pridružio novinskoj agenciji United Press International 1937. godine. Volter je postao je jedan od najboljih američkih izveštača u Drugom svetskom ratu, pokrivajući bitke u Severnoj Africi i Evropi.
Kako je njegovo ime sad bilo uspostavljeno, on je dobio ponudu za posao od Edvarda R. Maroua iz CBS njuz da se pridruži timu Marou Bojs ratnih dopisnika, smenjujući Bila Daunsa kao šefa moskovskog biroa. CBS je Kronkajtu ponudio $125 ($2.189 dolara u 2018. godini), zajedno sa „komercijalnim naknadama” u iznosu od $25 ($438 dolara u 2018. godini) za gotovo svaki put kada je Kronkajt izveštavao u etru. Do tada je on zarađivao $57.50 ($1.006 u 2018. godini) nedeljno na UP-u, ali je on imao rezervacije u pogledu emitovanja. On je prvobitno prihvatio ponudu. Kada je obavestio svog šefa Harisona Solsberija, UP se suprotstavio povišicom od $17.50 ($306 u 2018. godini) nedeljno; Hju Bejli mu je takođe ponudio dodatnih  $20 ($350 u 2018. godini) nedeljno da ostane. Kronkajt je na kraju prihvatio ponudu UP-a, što je odluka koja je naljutila Maroua, i to je stvorilo razdor među njima koji je trajao godinama.
Kronkajt je bio u posadi USS Teksas, počevši od Norfolka u Virdžiniji, tokom svoje službe duž obale Severne Afrike, u okviru Operacije Baklja, i zatim po povratku u SAD. Na povratnom putovanju, Kronkajt je prevezen sa Teksasa u jednom od njihovih Bot OS2U Kingfišer vazduhoplova kada je Norfolk bio na letnoj udaljenosti. Dozvoljeno mu je da preleti ostatak udaljenosti do Norfolka kako bi mogao da prestigne rivalskog dopisnika sa USS Masačusets da se vrati u SAD i izda prve necenzurirane vesti objavljene o operaciji Baklja. Kronkajtova iskustva u posadi Teksasa lansirala su njegovu karijeru ratnog dopisnika. Nakon toga, on je bio jedan od osam novinara koje je odabralo Vojno vazduhoplovstvo Sjedinjenih Država za letenje u bombarderskim napadima nad Nemačkom, u delu grupe Boing B-17, Leteća tvrđava, pod nazivom Novinska 69. i tokom misije je pucao iz mitraljeza na nemački lovački avion. On je isto tako sletio jedrilicom sa 101. vazduhoplovnom divizijom u Operaciji Market garden i pokrivao je Ardensku bitku. Nakon rata, pratio je suđenja u Nirnbergu i služio kao glavni novinar Junajted presa u Moskvi od 1946. do 1948. godine.

## Literatura
- Cronkite, Walter (1971). Eye on the World. New York: Cowles Book Company. ASIN B007RCFWFM.
- Brinkley, Douglas (2012). Cronkite. New York: Harper. ISBN 978-0-06-137426-5.
- Menand, Louis, "Seeing It Now: Walter Cronkite and the legend of CBS News", The New Yorker, July 9, 2012
- Cronkite, Walter (1996). A Reporter's Life. New York: Alfred A. Knopf. ISBN 0-394-57879-1.

## Spoljašnje veze
- Volter Kronkajt на веб-сајту Енциклопедија Британика (језик: енглески)
- Volter Kronkajt na sajtu  (jezik: engleski)
- Cronkite Volter Kronkajt на веб-сајту  (језик: енглески)